# Portaútil
Se llama portaútil a cualquier mecanismo de mano o de una máquina, que sirve para coger y conducir el utensilio o herramienta que trabaja.
Su forma es tan variada como los utensilios mismos; es preciso sin embargo tener presente que para dar resultado no ha de complicar el movimiento, ha de ser fuerte y resistente, fácil de reponer y asegurar la posición del utensilio formando un todo solidario con él.

## Milicia
En terminología militar, se llama portaútil a una especie de bandolera que sostiene la herramienta de zapa en marcha o parada.